# Margaret Morse Nice
Margaret Morse Nice, née Margaret Morse le 6 décembre 1883 à Amherst et morte le 26 juin 1974 à Chicago, est une ornithologue américaine auteur du Life History of the Song Sparrow, une étude approfondie du cycle de vie du Bruant chanteur éditée en 1937.

## Biographie

### Enfance
Fille de Margaret Duncan Morse née Ely et d'Anson D. Morse, professeur de science politique et d'histoire au Amherst College, Margaret Morse naît à Amherst et est la quatrième des sept enfants de la famille,. Ses parents avaient des opinions victoriennes sur l'éducation des jeunes filles et préparaient leurs filles à un futur rôle d'épouse et de mère sans les encourager à poursuivre une carrière professionnelle, malgré l'accès à la communauté intellectuellement stimulante de Amherst.
Dans son autobiographie posthume Research Is a Passion With Me, elle écrit que « le cadeau de Noël le plus cher de ma vie est venu en 1895. Bird-Craft de Mabel Osgood Wright ». Ce livre a des illustrations colorées d'oiseaux. Grâce à sa prise de notes déjà précise et son attention exceptionnelle aux détails, elle est capable de comparer ses notes qu'elle a prises à treize ans et de trouver 61 ans plus tard des résultats similaires par exemple sur la survie des oisillons du merle d'Amérique, du bruant familier et du moucherolle tchébec (44,4 % contre 46 %).

### Études
Elle reçoit son Baccalauréat universitaire au Mount Holyoke College en 1906 et sa maîtrise à la Clark University en 1915 où elle n'était qu'une des deux seules étudiantes suivant les cours. Durant ses études, elle réalise la première étude complète sur le régime alimentaire du colin de Virginie qui est publiée en 1910.

## Distinctions
En 1942, elle reçoit la médaille Brewster.

## Publications

### Livres
- (en) Margaret Morse Nice et Leonard Blaine Nice, The birds of Oklahoma, University of Oklahoma, coll. « University Studies » (no 286), 1924, 124 p.
- (en) Margaret Morse Nice, Studies in the life history of the Song Sparrow, vol. I : A population study of the Song Sparrow, New York, Linnean Society of New York, coll. « Transactions of the Linnean Society of New York » (no 4), 1937, 247 p.
- (en) Margaret Morse Nice (ill. Roger Tory Peterson), The watcher at the nest, New York, The Macmillan company, 1939, 159 p.
- (en) Margaret Morse Nice, Studies in the life history of the Song Sparrow, vol. II : The behavior of the Song Sparrow and other passerine birds, New York, Linnean Society of New York, coll. « Transactions of the Linnean Society of New York » (no 6), 1943, 328 p.
- (en) Margaret Morse Nice, Development of Behavior in Precocial Birds, New York, Linnean Society of New York, coll. « Transactions of the Linnean Society of New York » (no 13), 1962, xii+211

### Articles d'ornithologie
- (en) Margaret Morse Nice, « Food of the bobwhite », Journal of Economic Entomology, vol. 3, no 3,‎ 1910, p. 295-313.
- (en) Margaret Morse Nice et Leonard Blaine Nice, « A city kept awake by the honking of migrating geese. », Bird Lore, vol. 16,‎ 1914, p. 119.
- (en) Margaret Morse Nice, « A third Christmas census. », Proceedings of the Oklahoma Academy of Science, vol. 2,‎ 1922, p. 31-32.
- (en) Margaret Morse Nice, « Nesting records from 1920 to 1922 from Norman, Oklahoma. », University of Oklahoma Bulletin, University of Oklahoma, vol. 3,‎ 1923, p. 61-67 (lire en ligne).
- (en) Margaret Morse Nice, « Extension of range of the robin and Arkansas kingbird in Oklahoma. », The Auk, vol. 41, no 4,‎ 1er octobre 1924, p. 565-568 (ISSN 0004-8038, lire en ligne).
- (en) Margaret Morse Nice, « Observations on shorebirds in central Oklahoma in 1924 », The Wilson Bulletin, vol. 37, no 4,‎ décembre 1925, p. 199-203 (JSTOR 4155337).
- (en) Margaret Morse Nice, « Observations at a nest of Myrtle Warblers », The Wilson Bulletin, vol. 42, no 1,‎ 1930, p. 60-61.
- (en) Margaret Morse Nice, « The birds of Oklahoma », Publications of the University of Oklahoma Biological Survey, University of Oklahoma, vol. 3, no 1,‎ 1931, p. 3-224 (lire en ligne).
- (en) Margaret Morse Nice, « The social kumpan and the Song Sparrow », The Auk, vol. 56, no 3,‎ 1er juillet 1939, p. 255–262 (ISSN 0004-8038, lire en ligne).
- (en) Margaret Morse Nice, « The Role of Territory in Bird Life », The American Midland Naturalist, University of Notre Dame, vol. 26, no 3,‎ novembre 1941, p. 441-487 (ISSN 0003-0031, DOI 10.2307/2420732, JSTOR 2420732).
- (en) Margaret Morse Nice, « Problems of incubation periods in North American birds », The Condor, vol. 56, no 4,‎ juillet 1954, p. 173-197 (lire en ligne).